# A New World Record
| 전문가 평가                   | 전문가 평가  |
| 평가 점수                     | 평가 점수    |
| 출처                          | 점수         |
| ----------------------------- | ------------ |
| AllMusic                      | [ 1 ]        |
| Christgau's Record Guide      | B+           |
| Encyclopedia of Popular Music | [ 3 ]        |
| MusicHound                    | 4/5          |
| Q                             | [ 5 ]        |
| Record Mirror                 | [ 6 ]        |
| The Rolling Stone Album Guide | [ 7 ]        |
| Sounds                        | [ 8 ]        |
| Melody Maker                  | (favourable) |
| New Musical Express           | (favourable) |

《A New World Record》는 영국의 록 밴드 일렉트릭 라이트 오케스트라(ELO)의 여섯 번째 스튜디오 음반이다. 1976년 9월, 미국의 유나이티드 아티스츠 레코드에서, 1976년 11월 19일, 영국의 제트 레코드에서 발매되었다. 《A New World Record》는 ELO의 짧은 팝송으로의 전환을 표시했는데, 이는 그들의 경력에 걸쳐 계속될 유행이다.
그들의 두 번째 음반은 뮌헨의 뮤직랜드 스튜디오에서 녹음되었고, LP는 영국에서 밴드의 돌파구가 되었다. 그들의 이전 세 개의 스튜디오 녹음이 그들의 홈 시장에서 차트에 실패하였으나, 《A New World Record》는 영국에서 그들의 첫 번째 톱 10 음반이 되었다. 이 음반은 전 세계적으로 성공을 거두었고 미국과 영국에서 다단계 판매에 성공했으며 발매 첫 해에 전 세계적으로 500만장이 팔렸다. 커버 아트에는 존 코쉬가 디자인한 ELO 로고가 처음으로 등장한다. 이 로고는 그룹의 후속 발매에 대부분 포함될 것이다. 이 음반에는 밴드의 첫 번째 미국 싱글이 된 〈Livin' Thing〉과 대서양 횡단 톱 10 히트곡 〈Telephone Line〉, 영국 톱 10 히트곡 〈Rockaria!〉, 미국 24위 히트곡 〈Do Ya〉등 4개의 히트 싱글이 발표되었는데, 이 싱글곡은 무브가 1970년에서 1972년 사이에 멤버로 활동했다.
1977년 영화 《조이라이드》의 사운드트랙에 수록된 음반 수록곡 중 4곡이 수록되었다. 2006년에는 이 음반을 리마스터링하여 소니의 에픽/레거시 각인에 보너스 트랙으로 발매하였다. 〈Surrender〉는 홍보용 싱글과 아이튠즈 다운로드 싱글로도 발행돼 100위권 다운로드 차트에 진입했다. 이 트랙은 원래 1976년에 취소된 영화 사운드트랙을 위해 쓰여졌고 2006년에 완성되었다.

## 곡 목록
모든 곡들은 제프 린이 작사/작곡하였다.
| #  | 제목                         | 재생 시간 |
| -- | ---------------------------- | --------- |
| 1. | 〈Tightrope〉                | 5:00      |
| 2. | 〈Telephone Line〉           | 4:38      |
| 3. | 〈Rockaria!〉                | 3:12      |
| 4. | 〈Mission (A World Record)〉 | 4:24      |

| #  | 제목                 | 재생 시간 |
| -- | -------------------- | --------- |
| 5. | 〈So Fine〉          | 3:55      |
| 6. | 〈Livin' Thing〉     | 3:31      |
| 7. | 〈Above the Clouds〉 | 2:16      |
| 8. | 〈Do Ya〉            | 3:45      |
| 9. | 〈Shangri-La〉       | 5:34      |

## 인증
}
}
}
}
| 국가                       | 인증        | 판매량/출하량 |
| -------------------------- | ----------- | ------------- |
| 캐나다 (뮤직 캐나다)       | 2× 플래티넘 | 200,000^      |
| 핀란드 (Musiikkituottajat) | 골드        | 25,200        |
| 네덜란드 (NVPI)            | 골드        | 50,000^       |
| 영국 (BPI)                 | 플래티넘    | 300,000^      |
| 미국 (RIAA)                | 플래티넘    | 1,000,000^    |
| ^출하량을 기반으로 한 인증 |             |               |